# اندویی
اندویی (به انگلیسی: Andouille) یک سوسیس دودی است که با استفاده از گوشت خوک تهیه می‌شود و منشا آن فرانسه است.